# Tipula (Eumicrotipula) neivai
Tipula (Eumicrotipula) neivai is een tweevleugelige uit de familie langpootmuggen (Tipulidae). De soort komt voor in het Neotropisch gebied.